# Sjunne
Sjunne är ett fornsvenskt namn som betyder den sjunde. Sju var tidigare ett heligt tal. Namnet, som förekom särskilt i Götaland samt har bevarats i Skåne., användes ofta som namn på barn nummer sju i en syskonskara.